# Salmonella enterica
Salmonella enterica (лат.) — вид палочковидных факультативно-аэробных грамотрицательных бактерий со жгутиками из рода сальмонелл. Ряд его сероваров являются серьёзными человеческими патогенами. Например, Salmonella enterica подвид enterica серовар Typhi — возбудитель брюшного тифа.

## Эпидемология
Большинство случаев сальмонеллёза вызвано пищей, заражённой Salmonella enterica, которая часто заражает крупный рогатый скот и птиц, а также декоративных животных, таких как домашние кошки или хомяки, также было доказано, что болезнь заражает и людей.
Сырые куриные и гусиные яйца могут содержать в себе Salmonella enterica первоначально в яичных белках, хотя большинство яиц не заражены. По мере старения яйца при комнатной температуре мембрана желтка начинает разрушаться, и Salmonella enterica может распространяться в желток. Охлаждение и замораживание не убивают все бактерии, но существенно замедляют или останавливают их размножение. Пастеризация и облучение пищевых продуктов используются для уничтожения сальмонеллы для коммерческих продуктов питания, содержащих сырые яйца. Продукты, приготовленные в домашних условиях из сырых яиц, такие как майонез, пирожные и печенье, могут распространять сальмонеллу, если их изготовить с нарушением процесса приготовления.
Появление Salmonella enterica, возможно, была причиной cocoliztli, эпидемии в XVI-м веке в Новой Испании.

## Патогенез
Секретируемые белки имеют большое значение для патогенеза инфекционных заболеваний, вызываемых Salmonella enterica. Удивительно большое количество фимбриальных и неимбриальных адгезинов присутствует в сальмонелле и обеспечивает формирование биоплёнки и контакт с клетками-хозяевами. Секретируемые белки также участвуют в инвазии клеток-хозяев и внутриклеточной пролиферации, двух отличительных признаках патогенеза сальмонелл.